# Szivalik-hegység
A Szivalik (szanszkrit: शिवालिक) hegysége (Nepálban Csuria-hegység néven ismert) a Himalája legfiatalabb, előhegységi vonulata, annak legdélibb hegyláncai.
Több mint 1600 km hosszan nyújtózik, Pakisztán, India és Nepál területén. Majdnem az Indus folyónál kezdődik és a szikkimi Tíszta folyónál végződik. A hegység szélessége 10 és 50 km között van, átlagos magassága 900–1200 m. A csúcsok általában nem haladják meg a 2000 métert.
Szanszkrit nevének jelentése: Siva istenhez tartozó.
A növényzetet sok helyen kiirtották, ami súlyos eróziót okoz.